# Only One (보아의 노래)
〈Only One〉는 대한민국 여자 가수 보아가 일본에서 발매하는 32번째 싱글이다. CD반과 CD+DVD반(한정판, 통상반), 그리고 SOUL(보아의 일본 정식 팬클럽) 숍 한정반 Type A/B 4가지 버전으로 발매된다. 이 싱글은 일본에서 2013년 2월 27일 발매되었다. 

## 설명
- 2011년 발매된 보아의 첫 번째 DVD싱글 Milestone 이후 2년 여만에 처음 발매되는 보아의 일본 싱글이다.
- 타이틀곡인 'Only One'은 보아 스스로 작사·작곡한 곡이며, 수록곡인 'The Shadow'도 작사에 참여하였다.
- 타이틀곡인 'Only One'과 수록곡인 'The Shadow' 모두 2012년 발매된 한국 정규 7집 앨범 'Only One'에 수록되었던 곡으로 그 곡들을 일본어로 번안하여 수록한 싱글앨범이다.
- 'The Shadow'의 뮤직비디오는 보아의 친오빠인 권순욱 씨가 감독한 작품이다.

## 수록곡
CD
1. Only One (3:40)
  - 작사 : BoA / 작곡 : BoA / 편곡 : Tesung Kim, Yongshin Kim / 일본어 작사 : Sara Sakurai
  - TV동경계「타케시의 일본의 미카타!」테마송
  - 「music.jp」TV-CF 송
2. The Shadow (3:23)
  - 작사 : BoA / 작곡 : Joe Belmaati / 편곡 : Kenzie / 일본어 작사 : Sara Sakurai
3. Only One INST (3:40)
4. The Shadow INST (3:23)

DVD
1. Only One Music Video
2. The Shadow Music Video
3. Only One Making Clip
4. The Shadow Making Clip

## 차트
| 차트                    | 최고순위 | 판매량 | 주차 |
| ----------------------- | -------- | ------ | ---- |
| 오리콘 데일리 싱글 차트 | 6        |        |      |
| 오리콘 위클리 싱글 차트 | 10       | 10,432 | 2    |